# Categoría Primera B 2007
Die Categoría Primera B 2007, nach einem Sponsor offiziell Copa Premier 2007 genannt, war die achtzehnte Spielzeit der zweiten kolumbianischen Spielklasse im Fußball der Herren, die aus Apertura und Finalización bestand. Vorjahresmeister war La Equidad. Absteiger aus der ersten Liga war Envigado FC.
Meister wurde Envigado FC, das damit direkt wieder in die erste Liga aufsteigen konnte. Der Vizemeister Academia FC verlor in der Relegation gegen Deportivo Pereira.

## Modus
In Apertura und Finalización wurden zunächst alle Mannschaften in zwei Gruppen mit je neun Mannschaften gelost. In jeder Gruppe spielten alle Mannschaften im Ligamodus zweimal gegeneinander, zusätzlich spielte jede Mannschaft gegen ein Team aus der anderen Gruppe. In jeder Gruppe qualifizierten sich die ersten vier Mannschaften für die Finalrunde, die aus zwei Gruppen mit jeweils vier Mannschaften bestand. Die beiden Gruppensieger spielten jeweils einen Halbserienmeister aus.
Die beiden Halbserienmeister qualifizierten sich für das Finale, in der der Meister und direkte Aufsteiger ermittelt wurde. Der Vizemeister spielte eine Relegation gegen den Vorletzten der ersten Liga. Absteiger aus der zweiten Liga gab es nicht.

## Teilnehmer
Die folgenden Vereine nahmen an den beiden Halbserien der Spielzeit 2007, Apertura und Finalización, teil. Das Startrecht von Pumas de Casanare wurde von Real Santander gekauft. Expreso Rojo zog von Cartagena nach Fusagasugá um. Bogotá FC zog von Soacha in die benachbarte, namengebende Hauptstadt.
| Mannschaft              | Stadt           | Stadion                  | Kapazität |
| ----------------------- | --------------- | ------------------------ | --------- |
| Academia FC             | Bogotá          | Compensar                | 4.500     |
| Alianza Petrolera       | Barrancabermeja | Daniel Villa Zapata      | 8.000     |
| Atlético Bello          | Bello           | Tulio Ospina             | 5.000     |
| Bajo Cauca              | Caucasia        | Orlando Aníbal Monroy    | 4.000     |
| Barranquilla FC         | Barranquilla    | Romelio Martínez         | 20.000    |
| Bogotá FC               | Bogotá          | Alfonso López Pumarejo   | 15.000    |
| Centauros Villavicencio | Villavicencio   | Manuel Calle Lombana     | 15.000    |
| Córdoba FC              | Cereté          | Alberto Saibis Saker     | 6.000     |
| Cortuluá                | Tuluá           | Doce de Octubre          | 16.000    |
| Dépor Jamundí           | Jamundí         | Cacique Jamundí          | 2.500     |
| Deportivo Rionegro      | Rionegro        | Alberto Grisales         | 9.000     |
| Envigado FC             | Envigado        | Polideportivo Sur        | 11.000    |
| Expreso Rojo            | Fusagasugá      | Fernando Mazuera         | 5.000     |
| Girardot FC             | Girardot        | Luis Antonio Duque Peña  | 15.000    |
| Patriotas               | Tunja           | La Independencia         | 20.000    |
| Real Santander          | Floridablanca   | Álvaro Gómez Hurtado     | 4.500     |
| Unión Magdalena         | Santa Marta     | Eduardo Santos           | 23.000    |
| Valledupar FC           | Valledupar      | Armando Maestre Pavajeau | 10.000    |

## Apertura

### Erste Phase

#### Gruppe A
| Pl. | Verein             | Sp. | S | U | N  | Tore    | Diff. | Punkte |
| --- | ------------------ | --- | - | - | -- | ------- | ----- | ------ |
| 1.  | Envigado FC (A)    | 18  | 9 | 4 | 5  | 027:150 | +12   | 31     |
| 2.  | Valledupar FC      | 18  | 9 | 3 | 6  | 023:190 | +4    | 30     |
| 3.  | Unión Magdalena    | 18  | 7 | 8 | 3  | 017:130 | +4    | 29     |
| 4.  | Deportivo Rionegro | 18  | 8 | 4 | 6  | 025:250 | ±0    | 28     |
| 5.  | Barranquilla FC    | 18  | 7 | 6 | 5  | 023:150 | +8    | 27     |
| 6.  | Atlético Bello     | 18  | 6 | 8 | 4  | 025:160 | +9    | 26     |
| 7.  | Bajo Cauca         | 18  | 7 | 3 | 8  | 026:280 | −2    | 24     |
| 8.  | Córdoba FC         | 18  | 6 | 4 | 8  | 017:180 | −1    | 22     |
| 9.  | Alianza Petrolera  | 18  | 1 | 3 | 14 | 013:510 | −38   | 06     |

#### Gruppe B
| Pl. | Verein                  | Sp. | S | U | N  | Tore    | Diff. | Punkte |
| --- | ----------------------- | --- | - | - | -- | ------- | ----- | ------ |
| 1.  | Bogotá FC               | 18  | 8 | 6 | 4  | 027:190 | +8    | 30     |
| 2.  | Academia FC             | 18  | 7 | 8 | 3  | 021:140 | +7    | 29     |
| 3.  | Patriotas               | 18  | 8 | 4 | 6  | 027:180 | +9    | 28     |
| 4.  | Centauros Villavicencio | 18  | 7 | 5 | 6  | 024:240 | ±0    | 26     |
| 5.  | Dépor Jamundí           | 18  | 6 | 6 | 6  | 015:210 | −6    | 24     |
| 6.  | Cortuluá                | 18  | 6 | 5 | 7  | 015:150 | ±0    | 23     |
| 7.  | Real Santander          | 18  | 7 | 2 | 9  | 017:180 | −1    | 23     |
| 8.  | Girardot FC             | 18  | 6 | 2 | 10 | 015:200 | −5    | 20     |
| 9.  | Expreso Rojo            | 18  | 4 | 5 | 9  | 019:270 | −8    | 17     |

| (A) | Absteiger aus der Categoría Primera A: Envigado FC |

### Halbfinal-Phase

#### Gruppe A
| Pl. | Verein             | Sp. | S | U | N | Tore    | Diff. | Punkte |
| --- | ------------------ | --- | - | - | - | ------- | ----- | ------ |
| 1.  | Envigado FC        | 6   | 4 | 2 | 0 | 007:200 | +5    | 14     |
| 2.  | Unión Magdalena    | 6   | 3 | 2 | 1 | 009:500 | +4    | 11     |
| 3.  | Deportivo Rionegro | 6   | 2 | 2 | 2 | 007:500 | +2    | 08     |
| 4.  | Valledupar FC      | 6   | 0 | 0 | 6 | 003:140 | −11   | 0      |

#### Gruppe B
| Pl. | Verein                  | Sp. | S | U | N | Tore    | Diff. | Punkte |
| --- | ----------------------- | --- | - | - | - | ------- | ----- | ------ |
| 1.  | Academia FC             | 6   | 4 | 2 | 0 | 011:100 | +10   | 14     |
| 2.  | Centauros Villavicencio | 6   | 2 | 3 | 1 | 006:600 | ±0    | 09     |
| 3.  | Patriotas               | 6   | 1 | 2 | 3 | 007:800 | −1    | 05     |
| 4.  | Bogotá FC               | 6   | 1 | 1 | 4 | 004:130 | −9    | 04     |

### Finale
| Datum                                        |             | Ergebnis        |             | Ort      |
| -------------------------------------------- | ----------- | --------------- | ----------- | -------- |
| 06.06.2007                                   | Academia FC | 1:1             | Envigado FC | Bogotá   |
| 09.06.2007                                   | Envigado FC | 1:1             | Academia FC | Envigado |
| Gesamt:                                      | Academia FC | 2:2 (4:3 i. E.) | Envigado FC |          |
| damit wurde Envigado FC Meister der Apertura |             |                 |             |          |

## Finalización

### Erste Phase

#### Gruppe A
| Pl. | Verein                  | Sp. | S | U  | N  | Tore    | Diff. | Punkte |
| --- | ----------------------- | --- | - | -- | -- | ------- | ----- | ------ |
| 1.  | Bogotá FC               | 18  | 7 | 8  | 3  | 027:140 | +13   | 29     |
| 2.  | Envigado FC (A)         | 18  | 6 | 11 | 1  | 027:100 | +17   | 29     |
| 3.  | Unión Magdalena         | 18  | 8 | 4  | 6  | 017:160 | +1    | 28     |
| 4.  | Dépor Jamundí           | 18  | 8 | 4  | 6  | 015:170 | −2    | 28     |
| 5.  | Girardot FC             | 18  | 5 | 9  | 4  | 015:140 | +1    | 24     |
| 6.  | Córdoba FC              | 18  | 6 | 4  | 8  | 017:230 | −6    | 22     |
| 7.  | Atlético Bello          | 18  | 4 | 8  | 6  | 025:200 | +5    | 20     |
| 8.  | Centauros Villavicencio | 18  | 5 | 5  | 8  | 024:220 | +2    | 20     |
| 9.  | Alianza Petrolera       | 18  | 2 | 6  | 10 | 013:250 | −12   | 12     |

#### Gruppe B
| Pl. | Verein             | Sp. | S  | U | N  | Tore    | Diff. | Punkte |
| --- | ------------------ | --- | -- | - | -- | ------- | ----- | ------ |
| 1.  | Deportivo Rionegro | 18  | 10 | 5 | 3  | 025:140 | +11   | 35     |
| 2.  | Academia FC        | 18  | 8  | 4 | 6  | 025:160 | +9    | 28     |
| 3.  | Patriotas          | 18  | 7  | 5 | 6  | 027:200 | +7    | 26     |
| 4.  | Valledupar FC      | 18  | 7  | 4 | 7  | 019:250 | −6    | 25     |
| 5.  | Expreso Rojo       | 18  | 7  | 4 | 7  | 021:180 | +3    | 25     |
| 6.  | Bajo Cauca         | 18  | 5  | 8 | 5  | 021:220 | −1    | 23     |
| 7.  | Cortuluá           | 18  | 5  | 8 | 5  | 021:250 | −4    | 23     |
| 8.  | Barranquilla FC    | 18  | 6  | 3 | 9  | 023:340 | −11   | 21     |
| 9.  | Real Santander     | 18  | 5  | 2 | 11 | 024:240 | ±0    | 17     |

| (A) | Absteiger aus der Categoría Primera A: Envigado FC |

### Halbfinal-Phase

#### Gruppe A
| Pl. | Verein          | Sp. | S | U | N | Tore    | Diff. | Punkte |
| --- | --------------- | --- | - | - | - | ------- | ----- | ------ |
| 1.  | Envigado FC     | 6   | 3 | 2 | 1 | 008:400 | +4    | 11     |
| 2.  | Bogotá FC       | 6   | 2 | 3 | 1 | 004:400 | ±0    | 09     |
| 3.  | Unión Magdalena | 6   | 0 | 5 | 1 | 003:400 | −1    | 05     |
| 4.  | Dépor Jamundí   | 6   | 1 | 2 | 3 | 003:600 | −3    | 05     |

#### Gruppe B
| Pl. | Verein             | Sp. | S | U | N | Tore    | Diff. | Punkte |
| --- | ------------------ | --- | - | - | - | ------- | ----- | ------ |
| 1.  | Academia FC        | 6   | 4 | 2 | 0 | 012:600 | +6    | 14     |
| 2.  | Valledupar FC      | 6   | 2 | 2 | 2 | 005:600 | −1    | 08     |
| 3.  | Deportivo Rionegro | 6   | 1 | 3 | 2 | 005:700 | −2    | 06     |
| 4.  | Patriotas          | 6   | 1 | 1 | 4 | 007:100 | −3    | 04     |

### Finale
| Datum      |             | Ergebnis |             | Ort      |
| ---------- | ----------- | -------- | ----------- | -------- |
| 07.11.2007 | Envigado FC | 2:1      | Academia FC | Envigado |
| 10.11.2007 | Academia FC | 1:2      | Envigado FC | Bogotá   |
| Gesamt:    | Envigado FC | 4:3      | Academia FC |          |

| damit wurde Envigado FC Meister der Finalización. Da der Verein auch die Apertura gewonnen hatte, stieg er direkt in die erste Liga auf. Academia FC qualifizierte sich für die Relegation gegen den Zweitletzten der ersten Liga |

## Torschützenliste
Bei gleicher Anzahl von Treffern sind die Spieler alphabetisch geordnet.
| Pl. | Spieler         | Mannschaft      | Tore |
| --- | --------------- | --------------- | ---- |
| 1.  | Wilder Medina   | Patriotas       | 19   |
| 1.  | Giovanni Moreno | Envigado FC     | 19   |
| 3.  | Luis Cassiani   | Unión Magdalena | 15   |
| 4.  | Hugo Arrieta    | Valledupar FC   | 14   |

## Relegation
| Datum |                   | Ergebnis |                   | Ort     |
| --- | ----------------- | -------- | ----------------- | ------- |
| 28.11.2007 | Academia FC       | 1:1      | Deportivo Pereira | Bogotá  |
| 01.12.2007 | Deportivo Pereira | 3:1      | Academia FC       | Pereira |
| Gesamt: | Academia FC       | 2:4      | Deportivo Pereira |         |
| damit konnte Academia FC nicht in die Categoría Primera A aufsteigen und Deportivo Pereira blieb in der ersten Liga |                   |          |                   |         |

## Gesamttabelle
In der Reclasificación werden alle Spiele der Spielzeit zusammengefasst.
| Pl. | Verein                  | Sp. | S  | U  | N  | Tore    | Diff. | Punkte |
| --- | ----------------------- | --- | -- | -- | -- | ------- | ----- | ------ |
| 1.  | Envigado FC             | 52  | 24 | 21 | 7  | 064:350 | +29   | 93     |
| 2.  | Academia FC             | 52  | 23 | 18 | 11 | 073:430 | +30   | 87     |
| 3.  | Deportivo Rionegro      | 48  | 21 | 14 | 13 | 062:510 | +11   | 77     |
| 4.  | Unión Magdalena         | 48  | 18 | 19 | 11 | 052:380 | +14   | 73     |
| 5.  | Bogotá FC               | 48  | 18 | 18 | 12 | 057:500 | +7    | 72     |
| 6.  | Patriotas               | 48  | 17 | 12 | 19 | 068:560 | +12   | 63     |
| 7.  | Valledupar FC           | 48  | 18 | 9  | 21 | 050:640 | −14   | 63     |
| 8.  | Dépor Jamundí           | 42  | 15 | 12 | 15 | 037:440 | −7    | 57     |
| 9.  | Centauros Villavicencio | 42  | 14 | 13 | 15 | 046:520 | −6    | 55     |
| 10. | Barranquilla FC         | 35  | 13 | 9  | 13 | 047:490 | −2    | 48     |
| 11. | Bajo Cauca              | 36  | 12 | 11 | 13 | 047:510 | −4    | 47     |
| 12. | Atlético Bello          | 36  | 10 | 16 | 10 | 043:360 | +7    | 46     |
| 13. | Cortuluá                | 36  | 11 | 13 | 12 | 036:400 | −4    | 46     |
| 14. | Expreso Rojo            | 36  | 11 | 9  | 16 | 040:450 | −5    | 42     |
| 15. | Córdoba FC              | 36  | 12 | 8  | 16 | 038:410 | −3    | 44     |
| 16. | Girardot FC             | 36  | 11 | 11 | 14 | 029:340 | −5    | 44     |
| 17. | Real Santander          | 36  | 12 | 4  | 20 | 031:420 | −11   | 40     |
| 18. | Alianza Petrolera       | 36  | 3  | 9  | 24 | 023:760 | −53   | 18     |